# 틸 린데만
틸 린데만(Till Lindemann, 1963년 1월 4일 ~ )은 독일의 밴드 람슈타인의 보컬이다.

## 생애
틸 린데만은 라이프치히 출생으로 슈베린의 벤디시람보에서 자랐다. 아버지 베르너 린데만은 시인이였고, 어머니 브리기테 힐데가르트 린데만은 기자였다. 그는 11세가 되던 해에 로스토크에 위치한 체육 학교를 다니기 시작했고, 1977년부터 1980년까지 기숙 생활을 했다.
1978년, 틸 린데만은 유럽 주니어 수영 선수권 대회에 나가 1500m 자유형 11위와 400m 자유형 7위를 하였다. 1980년 하계 올림픽에 동독 수영 대표 후보로 올랐지만, 부상으로 인해 수영을 그만둬야만 했다. 이후 그는 목수 견습생, 이탄 광부, 바구니 직공등의 일을 하며 살았다.

## 음악 경력
틸 린데만은 1986년 'First Arsch'라는 록밴드에서 드러머로 활동하기 시작했다. 리하르트 크루스페는 그에게 자신이 올리버 리델, 크리스토프 슈나이더와 함께 하고있는 프로젝트에 참가하라며 설득했고, 틸 린데만은 람슈타인에 합류하였다. 그는 밴드 초창기 시절 무대에서 화염 장치를 다루다가 머리와 팔 등지에 화상을 입었으며, 1996년 9월 사고 이후 화염 장치 자격증을 취득하였다.

## 성추문
2023년 5월 말, 24세의 북아일랜드 여성이 같은 달 리투아니아에서 열린 콘서트가 종료되고 나서, 가수가 자신에게 약물을 투여하고 성폭행했다고 고발하는 증언으로 시작되었다. 이후 다른 젊은 여성들의 증언도 이어졌는데, 모두 거의 동일한 시나리오를 설명하였다. 가수가 선택할 수 있도록 콘서트 맨 앞줄에 있는 여성들을 발견하고 촬영하거나 사진을 찍었으며, 일부는 무대 뒤에서 파티를 열도록 초대를 받았고, 일부는 약물을 복용한 후 그에게 폭행을 당하였다고 주장하였다.
검찰은 6월 중순에 "사건에 연루되지 않은 제삼자로부터 여러 건의 고소장이 접수된 후" 수사를 개시하였다. 그러나 베를린 검찰은 "피해자들은 지금까지 형사 기소를 담당하는 당국에 신고하지 않았고, 수사가 공개된 이후에도 증언 거부권을 행사한 언론인에게만 신고하였다"고 설명하였다. "따라서 혐의를 충분히 입증할 가능성도 없었고, 심문 과정에서 피해자로 추정되는 사람들의 신빙성이나 진술의 타당성에 대한 아이디어도 얻을 수 없었다."고 덧붙였다.